# Echinopyrrhosia arrogans
Echinopyrrhosia arrogans är en tvåvingeart som beskrevs av Henry J. Reinhard 1975. Echinopyrrhosia arrogans ingår i släktet Echinopyrrhosia och familjen parasitflugor.
Artens utbredningsområde är Colombia. Inga underarter finns listade i Catalogue of Life.